# ISO 3166-2:HU
ISO 3166-2:HU – kody ISO 3166-2 dla Węgier. Składają się z dwóch części: liter HU (oznaczenie Węgier w standardzie ISO 3166-1) oraz dwuliterowego oznaczenia jednostki administracyjnej (miasta bądź komitatu).

## Kody
- HU-BA: Komitat Baranya
- HU-BC: Békéscsaba
- HU-BE: Komitat Békés
- HU-BK: Komitat Bács-Kiskun
- HU-BU: Budapeszt
- HU-BZ: Komitat Borsod-Abaúj-Zemplén
- HU-CS: Komitat Csongrád
- HU-DE: Debreczyn
- HU-DU: Dunaújváros
- HU-EG: Eger
- HU-FE: Komitat Fejér
- HU-GS: Komitat Győr-Moson-Sopron
- HU-GY: Győr
- HU-HB: Komitat Hajdú-Bihar
- HU-HE: Komitat Heves
- HU-HV: Hódmezővásárhely
- HU-JN: Komitat Jász-Nagykun-Szolnok
- HU-KE: Komitat Komárom-Esztergom
- HU-KM: Kecskemét
- HU-KV: Kaposvár
- HU-MI: Miszkolc
- HU-NK: Nagykanizsa
- HU-NO: Komitat Nógrád
- HU-NY: Nyíregyháza
- HU-PE: Komitat Pest
- HU-PS: Pecz
- HU-SD: Segedyn
- HU-SF: Székesfehérvár
- HU-SH: Szombathely
- HU-SK: Szolnok
- HU-SN: Sopron
- HU-SO: Komitat Somogy
- HU-SS: Szekszárd
- HU-ST: Salgótarján
- HU-SZ: Komitat Szabolcs-Szatmár-Bereg
- HU-TB: Tatabánya
- HU-TO: Komitat Tolna
- HU-VA: Komitat Vas
- HU-VE: Komitat Veszprém
- HU-VM: Veszprém
- HU-ZA: Komitat Zala
- HU-ZE: Zalaegerszeg